# Kharbatha al-Misbah
Kharbatha al-Misbah (àrab: خربثا المصباح, Ḫarbaṯa al-Miṣbāḥ, ‘Ruïnes de la Llum’) és una vila palestina de la governació de Ramal·lah i al-Bireh, al centre de Cisjordània, situada 15 km a l'oest de Ramal·lah. Segons l'Oficina Central d'Estadístiques de Palestina (PCBS), tenia 6.668 habitants en 2016. Limita amb Beit Liqya al sud i Beit Ur al-Tahta a l'est. La seva àrea és de 4,431 dúnams, dels quals 644 són àrea edificada i la resta pastures, terra llaurada o forestes.

## Història
En 1838 era registrada com una vila musulmana anomenada Khurbata a la regió administrativa de Lydda. En 1863 Victor Guérin va considerar que la vila tenia 400 habitants. També hi va assenyalar cinc o sis cisternes i tombes antigues. Guérin pensava que era un lloc antic. Socin va trobar una llista oficial de pobles otomans de 1870 enque la vila, anomenada Charabta, atenia una població de 194, amb un total de 71 cases, encara que la població només hi incloïa els homes. Hartmann va trobar que Charabta tenia 78 cases.
En 1882 el Survey of Western Palestine del Fons per a l'Exploració de Palestina va descriure la vila, aleshores anomenada Khurbetha ibn es Seba, com «un petit llogaret en una cresta, amb un pou a l'est.»

### Època del Mandat Britànic
En el cens de Palestina de 1922, organitzat per les autoritats del Mandat Britànic, la població de Kharbatha al-Misbah era de 369 musulmans. En el cens de 1931 la seva població es va incrementar a 488 musulmans en 121 cases.
En 1945 la població de Khirbat el Misbah era de 600 musulmans, que posseïen 4,438 dúnams de terra segons una enquesta oficial de terra i població. 1,026 dúnams eren plantacions i regadiu, 2,133 usades per a cereals, mentre que 25 dúnams eren sòl urbanitzat.
Hi ha dues mesquites a la vila: les mesquites d'Omri i al-Kawthar. La primera va ser construïda damunt de les ruïnes d'una antiga església i va ser renovada el 1965. Dins de la ciutat, encara hi havia cementiris romans. Ha estat governada per un consell de vila. L'actual alcalde és Sa'di Jabir Ibrahim Daraj

### Després de 1948
En la vespra de guerra araboisraeliana de 1948, i després dels acords d'armistici araboisraelians de 1949, Kharbatha al-Misbah fou ocupada pel regne haixemita de Jordània. Després de la Guerra dels Sis Dies de 1967 va romandre sota l'ocupació israeliana.